# Diocesi di Ciudad Obregón
La diocesi di Ciudad Obregón (in latino: Dioecesis Civitatis Obregonensis) è una sede della Chiesa cattolica in Messico suffraganea dell'arcidiocesi di Hermosillo. Nel 2021 contava 1.177.755 battezzati su 1.573.600 abitanti. È retta dal vescovo Rutilo Felipe Pozos Lorenzini.

## Territorio
La diocesi comprende 36 comuni nella parte sud-orientale dello stato messicano di Sonora.
Sede vescovile è Ciudad Obregón, dove si trova la cattedrale del Sacro Cuore di Gesù.
Il territorio si estende su una superficie di 88.350 km² ed è suddiviso in 69 parrocchie, raggruppate in 9 decanati.

## Storia
La diocesi è stata eretta il 20 giugno 1959 con la bolla Cum petiisset di papa Giovanni XXIII, ricavandone il territorio dalla diocesi di Sonora (oggi arcidiocesi di Hermosillo).
Originariamente suffraganea dell'arcidiocesi di Chihuahua, il 13 luglio 1963 è entrata a far parte della provincia ecclesiastica dell'arcidiocesi di Hermosillo.
Il 25 aprile 1966 ha ceduto una porzione del suo territorio a vantaggio dell'erezione della prelatura territoriale di Madera (oggi diocesi di Cuauhtémoc-Madera).
Il 7 ottobre 1982, per effetto del decreto Quo aptius della Congregazione per i vescovi, ha esteso la sua giurisdizione al comune di Yécora, che prima era appartenuto alla prelatura territoriale di Madera.

## Cronotassi dei vescovi
Si omettono i periodi di sede vacante non superiori ai 2 anni o non storicamente accertati.
- José de la Soledad Torres y Castañeda † (28 novembre 1959 - 4 marzo 1967 deceduto)
- Miguel González Ibarra † (15 luglio 1967 - 14 novembre 1981 dimesso)
- Luis Reynoso Cervantes † (15 luglio 1982 - 17 agosto 1987 nominato vescovo di Cuernavaca)
- Vicente García Bernal † (30 marzo 1988 - 8 novembre 2005 ritirato)
- Juan Manuel Mancilla Sánchez (8 novembre 2005 - 18 giugno 2009 nominato vescovo di Texcoco)
- Felipe Padilla Cardona (1º ottobre 2009 - 15 settembre 2020 ritirato)
- Rutilo Felipe Pozos Lorenzini, dal 15 settembre 2020

## Statistiche
La diocesi nel 2021 su una popolazione di 1.573.600 persone contava 1.177.755 battezzati, corrispondenti al 74,8% del totale.
| anno | popolazione | popolazione | popolazione | presbiteri | presbiteri | presbiteri | presbiteri                | diaconi | religiosi | religiosi | parrocchie |
| anno | battezzati  | totale      | %           | numero     | secolari   | regolari   | battezzati per presbitero | diaconi | uomini    | donne     | parrocchie |
| ---- | ----------- | ----------- | ----------- | ---------- | ---------- | ---------- | ------------------------- | ------- | --------- | --------- | ---------- |
| 1965 | 400.000     | 400.000     | 100,0       | 40         | 27         | 13         | 10.000                    |         | 31        | 134       | 23         |
| 1968 | 493.587     | 500.000     | 98,7        | 45         | 30         | 15         | 10.968                    |         | 29        | 166       | 23         |
| 1976 | 605.000     | 625.000     | 96,8        | 52         | 43         | 9          | 11.634                    |         | 22        | 156       | 29         |
| 1980 | 776.000     | 828.000     | 93,7        | 61         | 52         | 9          | 12.721                    | 1       | 27        | 156       | 27         |
| 1990 | 1.080.000   | 1.152.000   | 93,8        | 86         | 67         | 19         | 12.558                    | 1       | 33        | 145       | 51         |
| 1999 | 1.552.000   | 1.750.000   | 88,7        | 105        | 79         | 26         | 14.780                    | 1       | 36        | 105       | 50         |
| 2000 | 1.552.000   | 1.750.000   | 88,7        | 108        | 82         | 26         | 14.370                    | 1       | 36        | 105       | 50         |
| 2001 | 835.000     | 950.000     | 87,9        | 121        | 107        | 14         | 6.900                     | 1       | 29        | 90        | 56         |
| 2002 | 830.000     | 955.000     | 86,9        | 121        | 104        | 17         | 6.859                     | 1       | 27        | 138       | 56         |
| 2003 | 845.000     | 980.000     | 86,2        | 132        | 115        | 17         | 6.401                     | 1       | 27        | 155       | 58         |
| 2004 | 862.000     | 999.600     | 86,2        | 129        | 113        | 16         | 6.682                     | 1       | 25        | 168       | 58         |
| 2006 | 889.000     | 1.031.000   | 86,2        | 133        | 116        | 17         | 6.684                     | 1       | 33        | 157       | 58         |
| 2013 | 946.000     | 1.098.000   | 86,2        | 133        | 118        | 15         | 7.112                     |         | 29        | 134       | 65         |
| 2016 | 1.120.000   | 1.400.000   | 80,0        | 123        | 109        | 14         | 9.105                     |         | 27        | 136       | 68         |
| 2019 | 1.167.500   | 1.535.000   | 76,1        | 124        | 107        | 17         | 9.415                     |         | 28        | 127       | 69         |
| 2021 | 1.177.755   | 1.573.600   | 74,8        | 122        | 106        | 16         | 9.653                     |         | 25        | 121       | 69         |